# Poecilocloeus bora
Poecilocloeus bora är en insektsart som beskrevs av Marius Descamps 1980. Poecilocloeus bora ingår i släktet Poecilocloeus och familjen gräshoppor. Inga underarter finns listade i Catalogue of Life.